# Pałac w Radzwiłłmontach
Pałac w Radzwiłłmontach – zabytkowy pałac w Radzwiłłmontach.
Mikołaj Krzysztof Radziwiłł (1549-1616), syn Mikołaja (1515–1565) w 1586 ustanowił trzy ordynacje (Kleck, Nieśwież i Ołyka). Siedzibą ordynacji w Klecku był zamek zniszczony w czasie wojen z Rosją w 1660 i północnej ze Szwecją w 1706. W Radziwiłłowie od XVI w. istniał również drewniany pałac. Józef Mikołaj Radziwiłł (1736-1813), VIII ordynat na Klecku w latach 1780-1783 zbudował nowy, drewniano-ceglany pałac w stylu klasycystycznym. Budynek powstał według projektu Carlo Spampaniego. Ostatnim Radziwiłłem, który uważał pałac za swoją siedzibę był bezdzietny Leon Hieronim (1808–1885), który w 1874 przekazał ordynację Antoniemu  Wilhelmowi Radziwiłłowi (1833-1904), XIV ordynatowi nieświeskiemu. Od tego czasu obiekt był pałacem myśliwskim.